# ネロ浴場

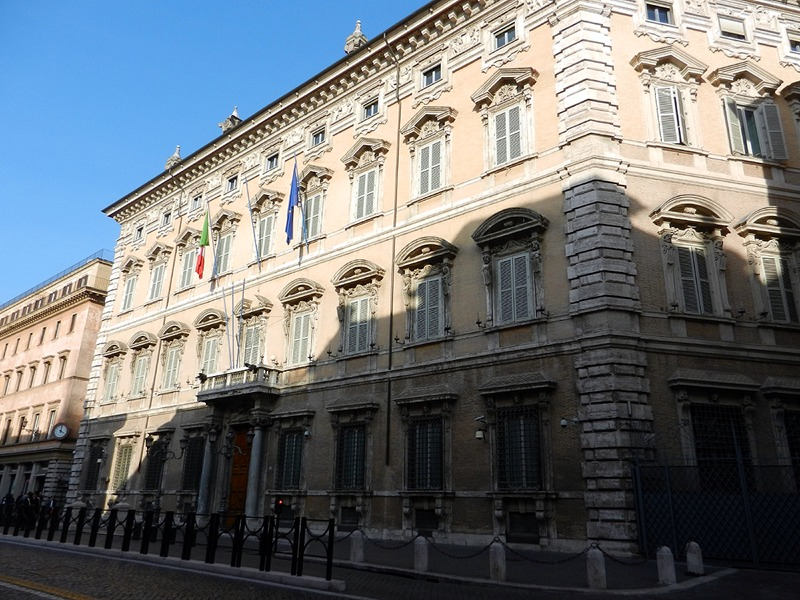
ネロ浴場跡に建つマダーマ宮殿

ネロ浴場（ラテン語: Thermae Neronianae または Thermae Alexandrinae）は、64年に、ローマ帝国第5代皇帝ネロがローマのカンプス・マルティウスに築造したローマ浴場である。パンテオンに隣接して建てられた古代ローマで最初の公衆浴場であったアグリッパ浴場に次ぐ、同国で2番目に造られた公衆浴場である。アレクサンデル・セウェルス帝が227年に改築を行った。中世においてアレクサンデル浴場と記述されたこともあったが、浴場が稼働していた当時はネロ浴場と呼び続けられていたようである。
ネロ浴場はパンテオンとドミティアヌス競技場の間にあり、南北軸の長方形の建物は当初190m×120m（約25,000m2）、227年の改築後は約40,000m2の広さであったと推定されている。現在、ネロ浴場の遺構はほとんど残っておらず、マダーマ宮殿（イタリア上院議事堂）内に壁の一部とカルダリウム（高温浴室）のハイポコーストが発見されている。16世紀頃までは浴場の南側部分のカルダリウムの基礎が地上に見えていたようである。浴場の建物は南から北に向かって、カルダリウム、テピダリウム（微温浴室）、フリギダリウムの順に配置され、建物中央の広間の東西にはコロネード（列柱）に囲まれた広場パライストラが、カルダリウムの横には脱衣室と休憩室があった。建物の赤色御影石で造られた円柱のうち2本は、1666年にパンテオンの改修時に移設し用いられた。
ネロ浴場の水は、ヴィルゴ水道から分岐したアレクサンドリナ水道により供給されていた。

## アクセス
- バス 70,81,87,492,628系統等 Senatoバス停 下車すぐ